# Ústřední poradní komise Komunistické strany Číny
Ústřední poradní komise Komunistické strany Číny (čínsky pchin-jinem Zhōngguó Gòngchǎndǎng zhōngyāng gùwèn wěiyuánhuì, znaky zjednodušené 中国共产党中央顾问委员会) byl v letech 1982–1992 jeden z nejvyšších centrálních orgánů Komunistické strany Číny.
Ústřední poradní komisi volil sjezd strany z bývalých vysokých funkcionářů strany, kteří měli věk více než 70 let a délku členství ve straně více než 40 let. Jejím úkolem bylo poskytování rad a konzultací ústřednímu výboru a dalším ústředním stranickým orgánům. Členové komise měli právo účastnit se jednání ústředního výboru, místopředsedové komise měli právo účastnit se jednání politbyra (obojí bez práva hlasovat). Vznik komise urychlil obměnu stranických a státních orgánů, protože zasloužilí funkcionáři mohli být odvoláni z výkonných funkcí a převedeni do role poradců bez újmy na jejich důstojnosti a prestiži. Komise naplněná veterány komunistického hnutí se stala oporou konzervativních sil oponujících ekonomickým a politickým reformám prováděným v 80. letech.
Poprvé byla komise zvolena na XII. sjezdu v září 1982, v počtu 172 členů. V září 1985 v souvislosti se změnami ve složení vedení strany a odchodu mnohých starých funkcionářů bylo z komise odvoláno 36 členů a nově zvoleno 56 členů, takže pak měla 182 členů. Na XIII. sjezdu v říjnu/listopadu 1987 byla zvolena v novém složení o 200 členech. XIV. sjezd v říjnu 1992 komisi zrušil.
Vedení komise zvolené v září 1982:
- předseda: Teng Siao-pching
- místopředsedové: Po I-po, Sü Š’-jou, Tchan Čen-lin (zemřel v září 1983), Li Wej-chan (zemřel v srpnu 1984)
- stálý výbor: předseda, místopředsedové a Wang Pching, Wang Šou-tao, Wu Siou-čchüan, Liou Lan-tchao, Ťiang Chua, Li Ťing-čchüan, Siao Kche, Siao Ťing-kuang, Che Čchang-kung, Sung Š’-lun, Lu Ting-i, Čchen Si-lien, Tuan Ťün-i, Keng Piao, Ťi Pcheng-fej, Chuang Chuo-čching, Su Jü (zemřel v únoru 1984), Čcheng C’-chua, Fu Čung

Vedení komise zvolené v září 1985:
- předseda: Teng Siao-pching
- místopředsedové: Wang Čen, Po I-po (pro běžné záležitosti), Sü Š’-jou (zemřel v říjnu 1985), Sung Žen-čchiung
- stálý výbor: předseda, místopředsedové a Wang Pching, Wang Šou-tao, Wu Siou-čchüan, Liou Lan-tchao, Ťiang Chua, Li I-meng, Li Te-šeng, Siao Kche, Sung Žen-sin, Sung Š’-lun, Lu Ting-i, Čchen Si-lien, Tuan Ťün-i, Keng Piao, Ťi Pcheng-fej, Chuang Čen, Chuang Chuo-čching, Čcheng C’-chua

Vedení komise zvolené v listopadu 1987:
- předseda: Čchen Jün
- místopředsedové: Po I-po, Sung Žen-čchiung
- stálý výbor: předseda, místopředsedové a Wang Pching, Wang Šou-tao, Wu Siou-čchüan, Liou Lan-tchao, Ťiang Chua, Li I-meng (zemřel v prosinci 1990), Li Te-šeng, Jang Te-č’, Siao Kche, Jü Čchiou-li, Sung Žen-sin, Sung Š’-lun (zemřel v září 1991), Čang Ťing-fu, Čang Aj-pching, Lu Ting-i, Čchen Pchi-sien, Čchen Si-lien, Chu Čchiao-mu (zemřel v září 1992), Tuan Ťün-i, Keng Piao, Ťi Pcheng-fej, Chuang Chua, Chuang Čen (zemřel v prosinci 1989), Kchang Š’-en, Čcheng C’-chua (zemřel v březnu 1991)